# Cryptocoryne scurrilis
Cryptocoryne scurrilis är en kallaväxtart som beskrevs av De Wit. Cryptocoryne scurrilis ingår i släktet Cryptocoryne och familjen kallaväxter.
Artens utbredningsområde är Sumatera. Inga underarter finns listade.